# سازند تاربور
سازند تاربور یکی از سازندهای زمین‌شناسی زاگرس است که نام آن از روستای تربر در استان فارس گرفته شده است. برش الگوی این سازند در کوه گدوان حدود ۱۲۰۰ متری شمال دهکده تاربور گرفته شده است. ضخامت آن ۵۲۷ متر و سن آن را کرتاسه بالایی تعیین کرده‌اند.
سازند تاربور در محل برش الگو شامل سنگ آهک‌های توده‌ای با مقدار فراوانی صدف است که میان دو واحد کمی هوازده سازند گورپی و سازند ساچون قرار دارد. این سازند از آهک‌های توده‌ای و صخره‌ای همراه با مقدار زیادی سنگواره تشکیل شده است. سازند تاربور بر روی سازند گورپی و در زیر سازند ساچون قرار می‌گیرد. همبری سازند تاربور با واحد زیرین (گورپی) هم‌شیب و ناگهانی است. در مرز بالایی مقداری قلوه‌های آهنی وجود دارد که به یک ناپیوستگی رسوبی اشاره دارد.
چهار سازند ایلام، گورپی، تاربور و امیران، نشانگر بخشی از سنگ‌های کرتاسه بالایی زاگرس هستند.